# Вожделеющее семя
«Вожделеющее семя» (англ. The Wanting Seed; другие варианты перевода — «Семя желания», «Сумасшедшее семя») — роман-антиутопия английского писателя Энтони Бёрджесса, в котором предстаёт мир недалёкого будущего, страдающий от глобального перенаселения и тотального контроля за жизнью каждой семьи. Автор описывает хаос, в основе которого — неизбывные социальные противоречия и человеческие пороки. Впервые опубликован в 1962 году.

## История создания романа
Роман был создан 1960 году — в тяжёлый для писателя период, когда после приговора врачей, предрекших ему скорую смерть от опухоли головного мозга, он писал роман за романом, надеясь таким образом обеспечить безбедное существование своей жене. Согласно автобиографии «Твоё время прошло», на создание мрачной антиутопии повлияло чтение Томаса Мальтуса, когда  Бёрджесс «готовил обстоятельную статью о нём для американского научного журнала»; в  той же книге упоминается, что название романа «пришло из народной песни, в припеве которой повторялись слова о распутном и желанном семени».

## Философская проблематика
В основу историософской концепции романа, доверенной автором протагонисту, учителю Тристраму, легли идеи двух религиозных мыслителей, повлиявших на самосознание писателя: Блаженного Августина с его учением исконной греховности человека и Пелагия, знаменитого ересиарха, отрицавшего первородный грех и предопределение. Историческое движение кругообразно проходит три стадии: Пелфаза — пелагианская стадия достаточной свободы и демократии — приводит  к разрушению государственных институтов, после чего наступает переходная стадия хаоса и анархии (Интерфаза), а вслед за ней устанавливается  тоталитарный порядок (августинская стадия) и т.д. «Циклы следуют один за другим и повторяются из века в век. Эта игривая теория — а может, не такая уж игривая — была ответом Оруэллу».

## Сюжет
В романе изображено катастрофическое будущее, в котором каннибализм и войны без цели считаются нормой, вера в Бога — удел немногочисленных фанатиков-староверов, а Библия воспринимается большинством как «древняя религиозная книга,  полная непристойностей». Мир, разделённый на три сверхдержавы  (Союз  Англоговорящих Стран, Союз Русскоговорящих Стран и Китайский союз) страдает от глобального перенаселения, причём у каждого союза — свои  методы демографического контроля. Если в Китае смертный приговор ждёт семью уже за второго ребёнка, то  Союзе  Англоговорящих Стран правительство поначалу довольствуется более либеральными мерами: поощряет аборты и «непродуктивные формы сексуальной активности», а также всячески пропагандирует гомосексуальность. В соответствии с политикой правительства гомосексуалы имеют большое преимущество и расширенные права перед гетеросексуалам, Ужесточая контроль за рождаемостью, правительство издаёт закон, запрещающий женщинам рожать второй раз.
У семейной пары Тристрама и Беатрис-Джоанны Фоксов умирает сын Роджер, теперь им не разрешено заводить детей. Из тела Роджера сделают удобрение для будущей пищи. Беатрис-Джоанна мечтает о ребёнке, самого Тристрама она в сексуальном плане больше не хочет, изменяя ему с его же братом Дереком. Дерек притворяется геем, работая в полиции в высоком звании, при этом он и Тристрам ненавидят друг друга с детства. Беатрис-Джоанна забывает принять противозачаточные таблетки и занимается сексом с Дереком, понимая, что она могла забеременеть, она занимается сексом с Тристрамом, которому ранее отказывала. Беатрис-Джоанна понимает, что беременна, но скрывает это от мужа, который все же догадывается о беременности жены, из-за чего у них происходит ссора. Полицейский капитан рассказывает Тристраму, что Беатрис-Джоанна изменяет ему с Дереком. Также капитан рассказывает про письмо Беатрис, в котором она признаётся в любви к Дереку. Капитан предлагает избавиться Тристраму от брата. Узнав правду, Тристрам напивается и, вернувшись домой, устраивает ссору, так как он понимает, что отцом ребёнка Беатрис-Джоанны может быть и его брат. Беатрис собирает вещи и уходит. После этого Тристрама арестовывает полиция, решив, что он участвовал в драке, случившейся рядом с его домом между двумя рабочими.
Пока Тристрам под арестом, Беатрис-Джоанна приезжает к своей сестре Мейвис и её мужу Шону, где рождает близнецов.
Капитан полиции вновь встречается с Тристрамом, сообщив ему, что его до сих пор не выпустили по приказу Дерека, который хочет избавиться от брата, мешающего его связи с Джоанной. Также капитан рассказывает Тристраму, что Джоанна родила близнецов. Спустя несколько месяцев Тристрам совершает побег и решает найти Джоанну и поговорить с ней. Побег удаётся, но, выйдя из тюрьмы, Тристрам понимает, что мир вокруг изменился, началась смена политических фаз. От Шона, дяди своей жены, он узнаёт, что полицейские забрали Беатрис-Джоанну и близнецов, при этом детей самого Шона убили и съели люди из Обеденного клуба, которые процветают по всей стране и промышляют каннибализмом из-за недостатка продовольствия. Тристрама обманом завлекают в армию, где он дослуживает до сержанта. Вскоре начинается война, и его отправляют на фронт. Позже, выжив в кровопролитном сражении, которое по мнению Тристрама было только постановочным, так как правительство придумывает войну, чтобы убивать там людей и так справляться с проблемой перенаселения (а также и голода),Тристрам возвращается в Лондон и устраивается работать учителем.
Выясняется, что Беатрис-Джоанну и близнецов полицейские взяли по приказу Дерека. Новая власть, установившаяся в стране, теперь восхваляет полные семьи и роды детей, в связи с чем Дерек, чтобы удержаться на своём посту, отрекается от гомосексуализма и решает жениться на Беатрис-Джоанне и воспитывать близнецов как отец. Дерек говорит Беатрис-Джоанне, что Тристрам умер на войне. Роман заканчивается на том, что Беатрис отправляется на прогулку с близнецами, во время которой вспоминает о своём муже и, задумываясь о будущем человечества, встречает Тристрама.

## Критика о романе
Роман не вызвал большого энтузиазма у немногих рецензентов, откликнувшихся на его издание в Англии и США. Американский критик Грэнвилл Хикс счёл «Вожделеющее семя» неудачей, поскольку автор попытался превратить сюжет в иллюстрацию теории: «Хотя история Беатрисы занятна, а приключения её мужа Тристрама во второй части книги исполнены драматизма, роман не вполне удался. Многие подробности весьма забавны, однако я никогда не чувствовал, что имею дело с правдоподобной версией будущего, как это чувствовал, в первый раз прочтя “1984” Оруэлла». В исполненном неприязни отзыве Бриджит Брофи  роман был назван «непропечённым», а его автор, по сути, обвинялся в эпигонском подражании Олдосу Хаксли и Джорджу Оруэллу: «Мистер Бёрджесс пишет чистопробными, безнадёжно старомодными клише. Наукообразную манеру описания он позаимствовал у Олдоса Хаксли. Его творение оставляет впечатление бледной копии  Оруэлла...». Дэвид Дэмпси отнёсся к «мальтузианской комедии» Бёрджесса более благожелательно: «Далеко не все разделят пессимизм Бёрджесса, но лишь немногие не оценят его едкое остроумие».

## Персонажи
- Тристрам Фокс — школьный учитель, выступает против того, что страной управляют гомосексуалы.
- Беатрис-Джоанна Фокс — жена Тристрама, изменяет ему с его же братом, позже, забеременев от Дерека, бросает Тристрама.
- Дерек Фокс — брат Тристрама, ненавидящий его с детства, комиссар Народной полиции
- Шон — зять Беатрис-Джоанны, сильно верующий человек, после того, как его детей убили по пути из школы, сходит с ума.
- Капитан Лузли — подчинённый Дерека, рассказывает Тристраму об измене его жены с его братом.